# Paromalus rugigenius
Paromalus rugigenius är en skalbaggsart som beskrevs av Sylvain Auguste de Marseul 1870. Paromalus rugigenius ingår i släktet Paromalus och familjen stumpbaggar. Inga underarter finns listade i Catalogue of Life.